# Marco Aurélio (football, 1952)
Pour les articles homonymes, voir Marco Aurélio, Aurélio et Moreira.
Marco Aurélio Moreira, plus communément appelé Marco Aurélio est un footballeur brésilien né le 10 février 1952 à Muriaé. Après sa carrière de joueur, il se reconvertit comme entraîneur.

## Biographie
Marco Aurélio joue deux matchs en Copa Libertadores.

## Palmarès

### Joueur
- Vainqueur du Campeonato Carioca en 1973 avec Fluminense
- Champion du Brésil en 1985 avec Coritiba
- Vainqueur du Campeonato Paranaense en 1986 avec Coritiba

### Entraîneur
- Vainqueur de la Coupe du Brésil en 2000 avec Cruzeiro
- Vainqueur de la Copa Sul-Minas en 2002 avec Cruzeiro
- Vainqueur du Supercampeonato Mineiro en 2002 avec Cruzeiro